# Debrevnica
Debrevnica (nemško Oberdöbernitzen) je naselje občine Cirkno v okraju Šmohor na Koroškem v Avstriji.